# Jonathan Gilbert
Jonathan Gilbert (10 juli 1968) is een Amerikaans acteur.
Gilbert is een geadopteerde zoon van het echtpaar, acteur Paul Gilbert (oorspronkelijke naam van Paul MacMahon) en zijn vrouw Barbara. Als voormalig kindster is Jonathan het bekendst van zijn rol als Willie Oleson in de televisieserie Little House on the Prairie (1974-1983). In diezelfde serie speelde ook zijn zus Melissa Gilbert; zij speelde de rol van Laura Ingalls.